# 波米 (奥德省)
波米（法語：Pomy，法語發音：[pɔmi] ⓘ）是法国奥德省的一个市镇，属于利穆区。

## 地理
波米（43°3'33"N, 2°3'55"E）面积6 平方千米，位于法国奧克西塔尼大區奥德省，该省份为法国南部沿海省份，北起塔恩省，西北接上加龙省，西接阿列日省，南至东比利牛斯省，东临地中海，东北与埃罗省接壤。
与波米接壤的市镇（或旧市镇、城区）包括：库尔托利、蒙托、佩尔菲特迪拉泽斯、维勒隆格多德。

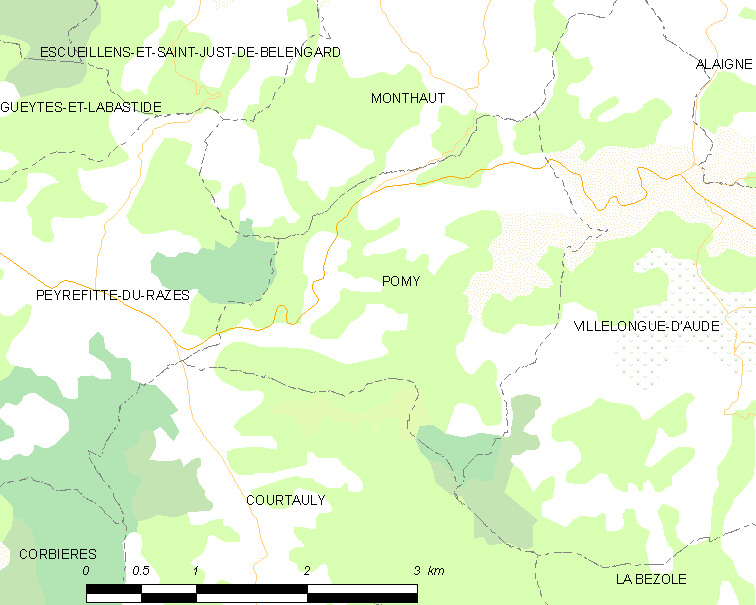
的OSM定位图

波米的时区为UTC+01:00、UTC+02:00（夏令时）。

## 行政
波米的邮政编码为11300，INSEE市镇编码为11294。

## 政治
波米所属的省级选区为拉皮耶日欧拉泽斯县。

## 人口

1962-2008年间人口变化图示

波米于2022年1月1日时的人口数量为51人。